# 牛舌草
牛舌草（学名：Anchusa azurea）为紫草科牛舌草属的一個多年生開花植物物种。

## 形態描述
植株高約半米，莖有細毛，葉片直，有如西洋劍一般的外型。花呈小管狀，紫藍色。
有多個栽培品种用於園藝，當中以榮獲皇家园艺学会Award of Garden Merit的'Loddon Royalist'最為知名。

## 分佈
本物種是歐洲大陸到西亞及馬格里布東部的
本土植物，見於欧洲、前苏联的歐洲成員、北非、伊朗、阿富汗、叙利亚，但在此以外，也見於俄羅斯的亞洲地區、哈萨克斯坦、克什米尔、巴基斯坦、以及中国大陆的栽培等地。在其原生地域以外的地區，或會被視為有害雜草。
生长于海拔210米至3,000米的地区。。

## 食用
在克里特島，當地人稱呼牛舌草為agoglossos （希臘語：αγόγλωσσος），可食用。他們只食用植物的嫩莖，以開水燙、蒸煮或炒。

## 圖庫

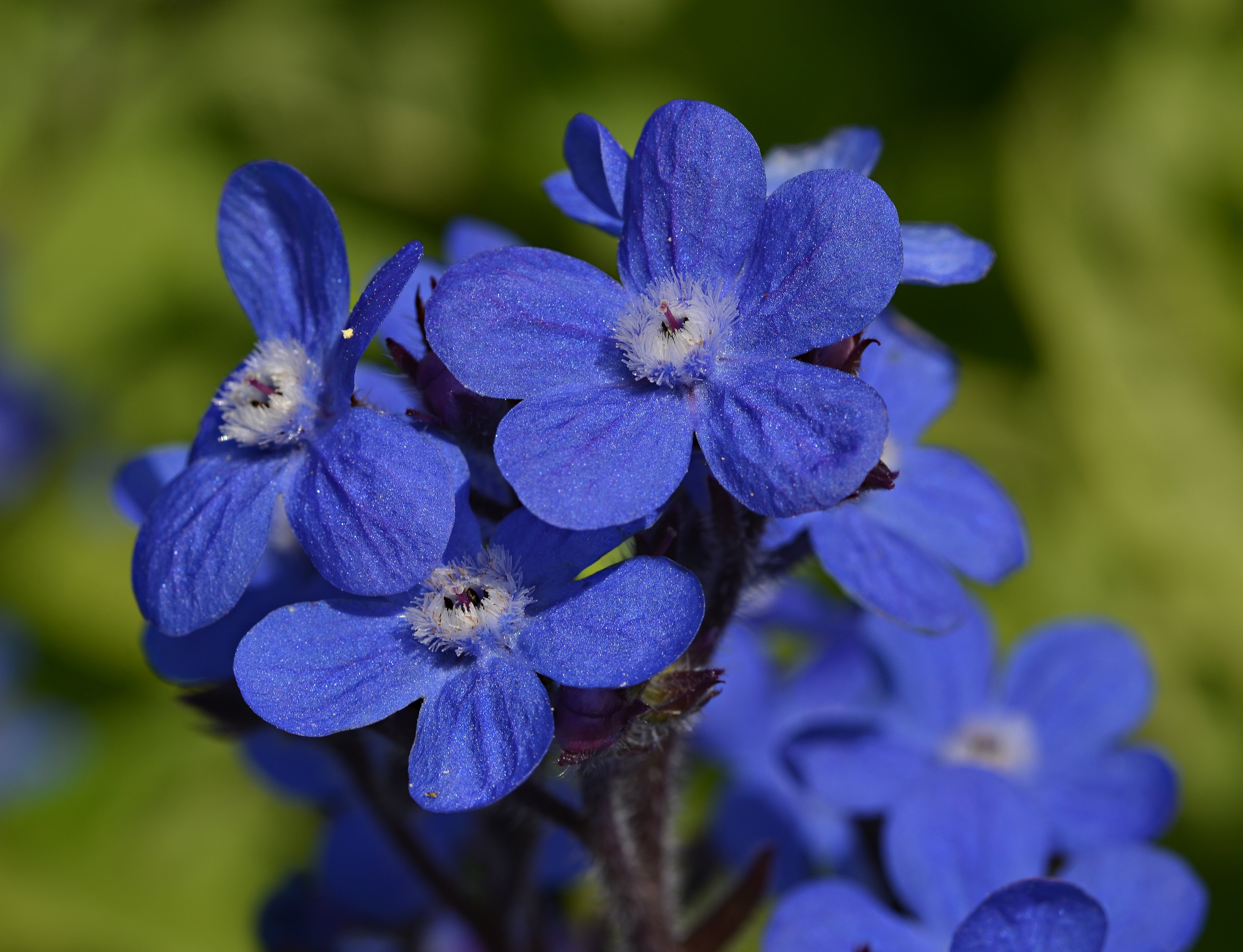
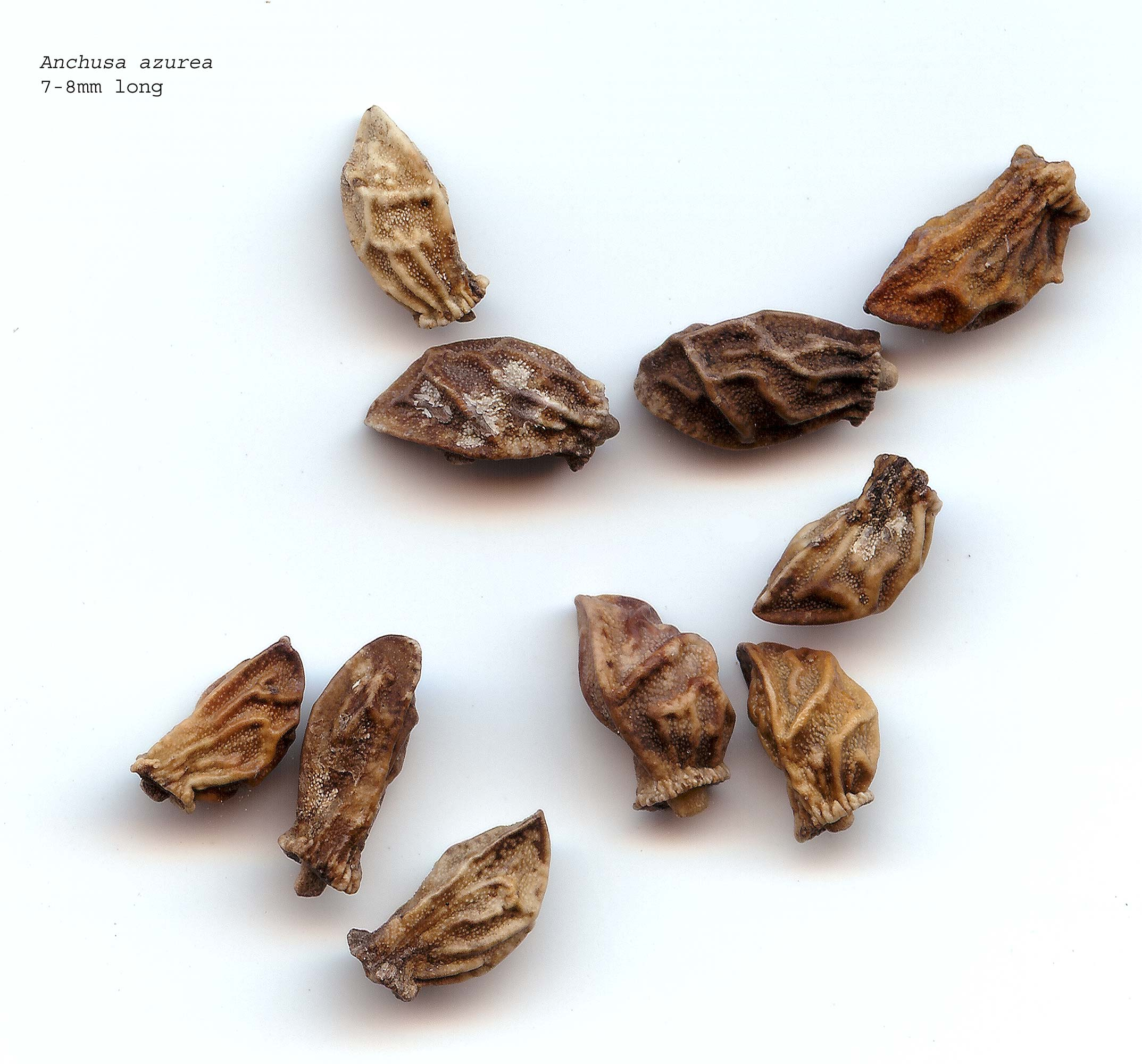

## 外部連結
- Jepson Manual Treatment